# Thessaloniki Challenger 1984
Il Thessaloniki Challenger 1984 è stato un torneo di tennis facente parte della categoria ATP Challenger Series nell'ambito dell'ATP Challenger Series 1984. Il torneo si è giocato a Salonicco in Grecia dal 10 al 16 settembre 1984 su campi in terra rossa.

## Vincitori

### Singolare
Steve Shaw ha battuto in finale  Stefan Svensson con il punteggio di 6–2, 6–4

### Doppio
Jeremy Bates /  Steve Shaw hanno battuto in finale  George Kalovelonis /  Slobodan Živojinović con il punteggio di 6–2, 6–4